# ФК Вардарски
ФК Вардарски је фудбалски клуб из Богданаца у Северној Македонији, који се такмичи у Трећој Македонској лиги—Јужни регион.

Иргао је у првој сезони новоосноване Прве лиге Македоније 1992/93. Сезону је завршио као последњи и испао из Прве лиге.  
У својој историји Вардарски је имао и једног фудбалера који је играо у Младој репрезентацији Македоније, Цветана Чублинова.